# Copa Libertadores 1981
Copa Libertadores 1981 var 1981 års upplaga av Copa Libertadores som vanns av Flamengo från Brasilien efter en finalseger mot Cobreloa från Chile. 2 lag från varje land i CONMEBOL deltog, vilket innebar 20 länder. Dessutom var ett lag kvalificerat som regerande mästare. De första 20 lagen delades upp i fem grupper om fyra lag där varje gruppvinnare gick vidare till en andra gruppspelsfas. Där delades de fem gruppvinnarna och det regerande mästarlaget upp i två grupper om tre lag. De två gruppvinnarna fick mötas i final.
Varje grupp representerades av två länder, med två lag från vardera lag.
- Grupp 1: Argentina och Colombia
- Grupp 2: Uruguay och Venezuela
- Grupp 3: Brasilien och Paraguay
- Grupp 4: Bolivia och Ecuador
- Grupp 5: Chile och Peru

## Gruppspel omgång 1

### Grupp 1
| Lag             | S | V | O | F | GM | IM | MS  | P  |
| --------------- | - | - | - | - | -- | -- | --- | -- |
| Deportivo Cali  | 6 | 4 | 0 | 2 | 10 | 6  | +4  | 12 |
| River Plate     | 6 | 3 | 1 | 2 | 9  | 6  | +3  | 10 |
| Rosario Central | 6 | 3 | 0 | 3 | 11 | 7  | +4  | 9  |
| Junior          | 6 | 1 | 1 | 4 | 3  | 14 | −11 | 4  |

### Grupp 2
| Lag                   | S | V | O | F | GM | IM | MS  | P  |
| --------------------- | - | - | - | - | -- | -- | --- | -- |
| Peñarol               | 6 | 5 | 1 | 0 | 13 | 3  | +10 | 16 |
| Bella Vista           | 6 | 4 | 1 | 1 | 16 | 5  | +11 | 13 |
| Estudiantes de Mérida | 6 | 0 | 2 | 4 | 5  | 14 | −9  | 2  |
| Portuguesa            | 6 | 0 | 2 | 4 | 1  | 13 | −12 | 2  |

### Grupp 3
| Lag              | S | V | O | F | GM | IM | MS | P  |
| ---------------- | - | - | - | - | -- | -- | -- | -- |
| Flamengo         | 6 | 2 | 4 | 0 | 14 | 9  | +5 | 10 |
| Atlético Mineiro | 6 | 2 | 4 | 0 | 8  | 6  | +2 | 10 |
| Cerro Porteño    | 6 | 1 | 2 | 3 | 9  | 12 | −3 | 5  |
| Olimpia          | 6 | 0 | 4 | 2 | 1  | 5  | −4 | 4  |

Flamengo och Atlético Mineiro spelade ett omspel för att avgöra vilket lag som skulle gå vidare till andra gruppspelsfasen. Matchen avbröts efter 37 spelade minuter då Atlético Mineiro endast hade sex spelare på planen efter hela 5 utvisningar. Flamengo gick vidare till andra gruppspelsfasen.

### Grupp 4
| Lag                   | S | V | O | F | GM | IM | MS | P  |
| --------------------- | - | - | - | - | -- | -- | -- | -- |
| The Strongest         | 6 | 4 | 0 | 2 | 13 | 9  | +4 | 12 |
| Jorge Wilstermann     | 6 | 4 | 0 | 2 | 9  | 9  | 0  | 12 |
| Barcelona             | 6 | 3 | 0 | 3 | 8  | 8  | 0  | 9  |
| Técnico Universitario | 6 | 1 | 0 | 5 | 11 | 15 | −4 | 3  |

#### Omspel
|  |  | The Strongest | 1 – 4 | Jorge Wilstermann |  |  |
|  |  |               |       |                   |  |  |
|  |  |               |       |                   |  |  |
|  |  |               |       |                   |  |  |

Jorge Wilstermann vidare till andra gruppspelsfasen.

### Grupp 5
| Lag                  | S | V | O | F | GM | IM | MS  | P  |
| -------------------- | - | - | - | - | -- | -- | --- | -- |
| Cobreloa             | 6 | 3 | 3 | 0 | 14 | 3  | +11 | 12 |
| Sporting Cristal     | 6 | 3 | 2 | 1 | 9  | 11 | −2  | 11 |
| Universidad de Chile | 6 | 2 | 2 | 2 | 8  | 6  | +2  | 8  |
| Atlético Torino      | 6 | 0 | 1 | 5 | 5  | 16 | −11 | 1  |

## Gruppspel omgång 2

### Grupp 1
| Lag               | S | V | O | F | GM | IM | MS | P  |
| ----------------- | - | - | - | - | -- | -- | -- | -- |
| Flamengo          | 4 | 4 | 0 | 0 | 10 | 2  | +8 | 12 |
| Deportivo Cali    | 4 | 1 | 1 | 2 | 2  | 5  | −3 | 4  |
| Jorge Wilstermann | 4 | 0 | 1 | 3 | 3  | 8  | −5 | 1  |

### Grupp 2
| Lag      | S | V | O | F | GM | IM | MS | P  |
| -------- | - | - | - | - | -- | -- | -- | -- |
| Cobreloa | 4 | 3 | 1 | 0 | 9  | 5  | +4 | 10 |
| Nacional | 4 | 0 | 3 | 1 | 5  | 6  | −1 | 3  |
| Peñarol  | 4 | 0 | 2 | 2 | 4  | 7  | −3 | 2  |

## Final
|  | 13 november 1981 | Flamengo      | 2 – 1   | Cobreloa           | Maracanã, Rio de Janeiro                    |                                             |
|  |                  | Zico 12′, 30′ | (2 – 0) | Victor Merello 65′ | Publik: 93 985 Domare: Esposito (Argentina) | Publik: 93 985 Domare: Esposito (Argentina) |
|  |                  |               |         |                    | Publik: 93 985 Domare: Esposito (Argentina) | Publik: 93 985 Domare: Esposito (Argentina) |
|  |                  |               |         |                    | Publik: 93 985 Domare: Esposito (Argentina) | Publik: 93 985 Domare: Esposito (Argentina) |

|  | 20 november 1981 | Cobreloa           | 1 – 0   | Flamengo | Estadio Nacional, Santiago de Chile      |                                          |
|  |                  | Victor Merello 79′ | (0 – 0) |          | Publik: 61 721 Domare: Barreto (Uruguay) | Publik: 61 721 Domare: Barreto (Uruguay) |
|  |                  |                    |         |          | Publik: 61 721 Domare: Barreto (Uruguay) | Publik: 61 721 Domare: Barreto (Uruguay) |
|  |                  |                    |         |          | Publik: 61 721 Domare: Barreto (Uruguay) | Publik: 61 721 Domare: Barreto (Uruguay) |

|  | 23 november 1981 | Flamengo      | 2 – 0   | Cobreloa | Estadio Centenario, Montevideo           |                                          |
|  |                  | Zico 18′, 79′ | (1 – 0) |          | Publik: 30 200 Domare: Cerullo (Uruguay) | Publik: 30 200 Domare: Cerullo (Uruguay) |
|  |                  |               |         |          | Publik: 30 200 Domare: Cerullo (Uruguay) | Publik: 30 200 Domare: Cerullo (Uruguay) |
|  |                  |               |         |          | Publik: 30 200 Domare: Cerullo (Uruguay) | Publik: 30 200 Domare: Cerullo (Uruguay) |

Flamengo vinnare av Copa Libertadores 1981.